# Fabiola Loya Hernández
Fabiola Raquel Guadalupe Loya Hernández (Ciudad Obregón, Sonora, 5 de noviembre de 1974) es una política mexicana miembro del partido Movimiento Ciudadano. Se ha desempeñado como diputada federal en la LXIV Legislatura (periodo de 2018 a 2021), diputada estatal en la LX Legislatura del Congreso de Jalisco (2012-2015), regidora del Municipio de Zapopan (2015-2018) y titular de la Secretaría de Sistema de Asistencia Social en el gobierno de Enrique Alfaro.Actualmente dirige la Secretaría de Igualdad Sustantiva entre Mujeres y Hombres del Estado de Jalisco.

## Reseña biográfica
Fabiola Loya Hernández es licenciada en Administración de Empresas egresada del Instituto Tecnológico de Sonora campus Ciudad Obregón, cuenta además con varios diplomados, entre ellos uno en Dirección Estratégica del Capital Humano por la Universidad Autónoma de Guadalajara y otro en Políticas Públicas por el Instituto Tecnológico y de Estudios Superiores de Monterrey.
Después de ejercer en forma particular su profesión, en 2004 inició su actividad pública al ocupar de ese año y hasta 2006 el cargo de directora general de Control de Gestión de Tlaquepaque, de 2010 a 2012 fue directora general de Atención Ciudadana de Tlajomulco de Zúñiga, y de 2015 a 2018 fue regidora del Ayuntamiento de Zapopan.
De 2010 a 2016 fue delegada estatal de la Agrupación Política Alianza Ciudadana, fue además vicepresidenta de Vinculación Municipal del Consejo de la Federación de Mujeres Profesionistas y de Negocios en Jalisco y miembro de la Coordinadora Ciudadana Estatal de Movimiento Ciudadano en Jalisco.
En 2018 fue postulada y electa diputada federal por el Distrito 6 de Jalisco a la LXIV Legislatura que culminará en 2021; en la Cámara de Diputados es secretaria de la comisión de Presupuesto y Cuenta Pública; e integrante de las de Comunicaciones y Transportes; y de Igualdad de Género.
El 25 de enero de 2021 fue nombrada coordinadora del grupo parlamentario de Movimiento Ciudadano, en sustitición de Tonatiuh Bravo Padilla.